# Rita Chikwelu
Rita Chikwelu (* 6. März 1988 in Asaba) ist eine nigerianische Fußballspielerin.

## Karriere

### Vereine
Chikwelu begann ihre Karriere beim Akwa Starlets FC und wechselte im Frühjahr 2006 zum finnischen Erstligisten FC United aus Jakobstad. Dreieinhalb Jahre Später wechselte sie im Juli 2009 zu Turku PS. Nach nur einem halben Jahr, in dem sie lediglich ein Punktspiel bestritten hatte, wechselte sie im Januar 2010 zum schwedischen Erstligisten Umeå IK. Ihr Pflichtspieldebüt gab sie am 8. August 2010 in der Qualifikation für die Champions-League gegen den ASA Tel-Aviv FC.

### Nationalmannschaft
Chikwelu erzielte in 43 Länderspielen 16 Tore für die  A-Nationalmannschaft. Sie war zuvor mit der U19-Nationalmannschaft bei der altersbezogenen Weltmeisterschaft 2004, 2006 und 2008 vertreten. Auf Seniorinnenebene gehörte Chikwelu jeweils dem Kader für die Weltmeisterschaft 2007 in China und die Olympischen Sommerspiele 2008 in Peking an.